# Global University
Die Global University ist eine nicht-staatliche, pfingstlerische Universität für Fernstudien aus den USA. Sie ging im Jahr 2000 aus einem Zusammenschluss der Berean School of the Bible (gegründet 1958) mit dem International Correspondence Institute (ICI, gegründet 1967) hervor. Letzteres war 1967 als Arbeitszweig der „Assemblies of God“ in den USA ins Leben gerufen worden. Die Studienangebote der Global University sind durch die Higher Learning Commission akkreditiert.

## Theologische Grundlagen
In der Global University wird Evangelikalische Theologie der Pfingstbewegung (Pentekostalismus) angeboten. Die Bibel wird als Gottes Wort absolut gesetzt und z. B. Sex außerhalb einer ehelichen Mann-Frau-Beziehung abgelehnt. Studierende die sich diesen Prinzipien nicht unterwerfen, werden disziplinarischen Maßnahmen unterworfen bis hin zum Ausschluss von der University.

## Verbreitung
Die Global University unterhält nach eigenen Angaben in rund 150 Ländern Büros und betreut weltweit ca. 10.000 College-Studenten, die einen Studienabschluss anstreben, aber auch Tausende von Teilnehmern an einzelnen Kursen. Der Hauptsitz befindet sich seit Mai 2000 in Springfield, Missouri (USA).

### Situation in Deutschland
Das deutsche Studienzentrum – laut Website die Theologische Fernschule e. V. – befindet sich seit dem Zusammenschluss mit der BFU Theologischen Fernschule im Jahr 2014 in Worms, Bachelorprogramme können in deutscher Sprache absolviert werden, die Masterprogramme in englischer Sprache. Die Kurse beider Institutionen werden weiterhin parallel zueinander angeboten. Das Studienzentrum versteht sich als „Partnerbüro“ (Network Office) der Global University, bezeichnet sich selbst als „ICI Germany“ und ist Mitglied der Konferenz Bibeltreuer Ausbildungsstätten. Während die BFU durch die Staatliche Zentralstelle für Fernunterricht (ZFU) zertifiziert ist, sind die Kurse der Global University durch die US-amerikanische Higher Learning Commission regional akkreditiert.

## Abschlüsse

### Berean School of the Bible
Studienprogramme:
- Ministerial Studies
  - Level One (Certified Minister)
  - Level Two (Licensed Minister)
  - Level Three (Ordained Minister)
- Ministerial Studies with Leadership Honors
- Bible and Doctrine
- Church Ministries
- Royal Rangers Organizational Leaders Diploma

### Undergraduate School of Bible and Theology
- Bachelor of Arts- B.A. in Bible and Theology
- Bachelor of Arts- B.A. in Intercultural Studies

### Graduate School of Theology
- Master of Arts - MA in Ministerial Studies
- Master of Divinity - MDiv in Biblical Language
- Master of Divinity - MDiv in Christian Ministry

## Belege
1. ↑  Stellungnahme zu Heirat, Menschlicher Sexualität und Gender Identity (englisch) Abgerufen am 11. April 2022
2. ↑  ICI und BFU unter einem Dach. (Memento vom 4. März 2016 im Internet Archive). Pressemitteilung über den Zusammenschluss von ICI und BFU.
3. ↑  Beispiele für ZFU-zertifizierte Lehrgänge. Abgerufen am 3. August 2023.
4. ↑  Nach eigener Aussage. (Memento vom 24. September 2015 im Internet Archive) Abgerufen am 20. Juli 2015